# Lipót Fejér
Lipót (Leopold) Fejér (ur. 9 lutego 1880 w Peczu na Węgrzech, zm. 15 października 1959 w Budapeszcie) – węgierski matematyk pochodzenia żydowskiego.

## Życiorys
Urodził się jako Leopold Weiss; zmienił nazwisko około roku 1900.
Fejér studiował matematykę i fizykę na uniwersytetach w Budapeszcie i Berlinie – studia doktoranckie pod kierunkiem Hermanna Schwarza. Wykładowca na uniwersytecie w Budapeszcie od roku 1911, gdzie został promotorem takich matematyków jak John von Neumann, Paul Erdős, George Pólya czy Pál Turán. Fejér znany jest głównie ze swoich wyników w analizie harmonicznej (twierdzenie Fejéra, jądro Fejéra), ale jego prace dotyczyły również analizy zespolonej – na przykład, podał wspólnie z Carathéodorym w roku 1911 twierdzenie dotyczące funkcji analitycznych w kole jednostkowym o pewnych szczególnych własnościach (zob. twierdzenie Carathéodory’ego-Fejéra) oraz uzyskał wyniki z Frigyesem Rieszem dotyczące odwzorowań konforemnych.
W 1959 r. został członkiem zagranicznym PAN.